# نادي دسوق لتنس الطاولة
نادي دسوق لتنس الطاولة، هو أحد أشهر الأندية المصرية في لعبة تنس الطاولة، وحقق كثير من الأرقام القياسية. يلعب في الدوري المصري الممتاز (أ). تأسس عام 1966 بمدينة دسوق شمال دلتا مصر.

## معرض الصور

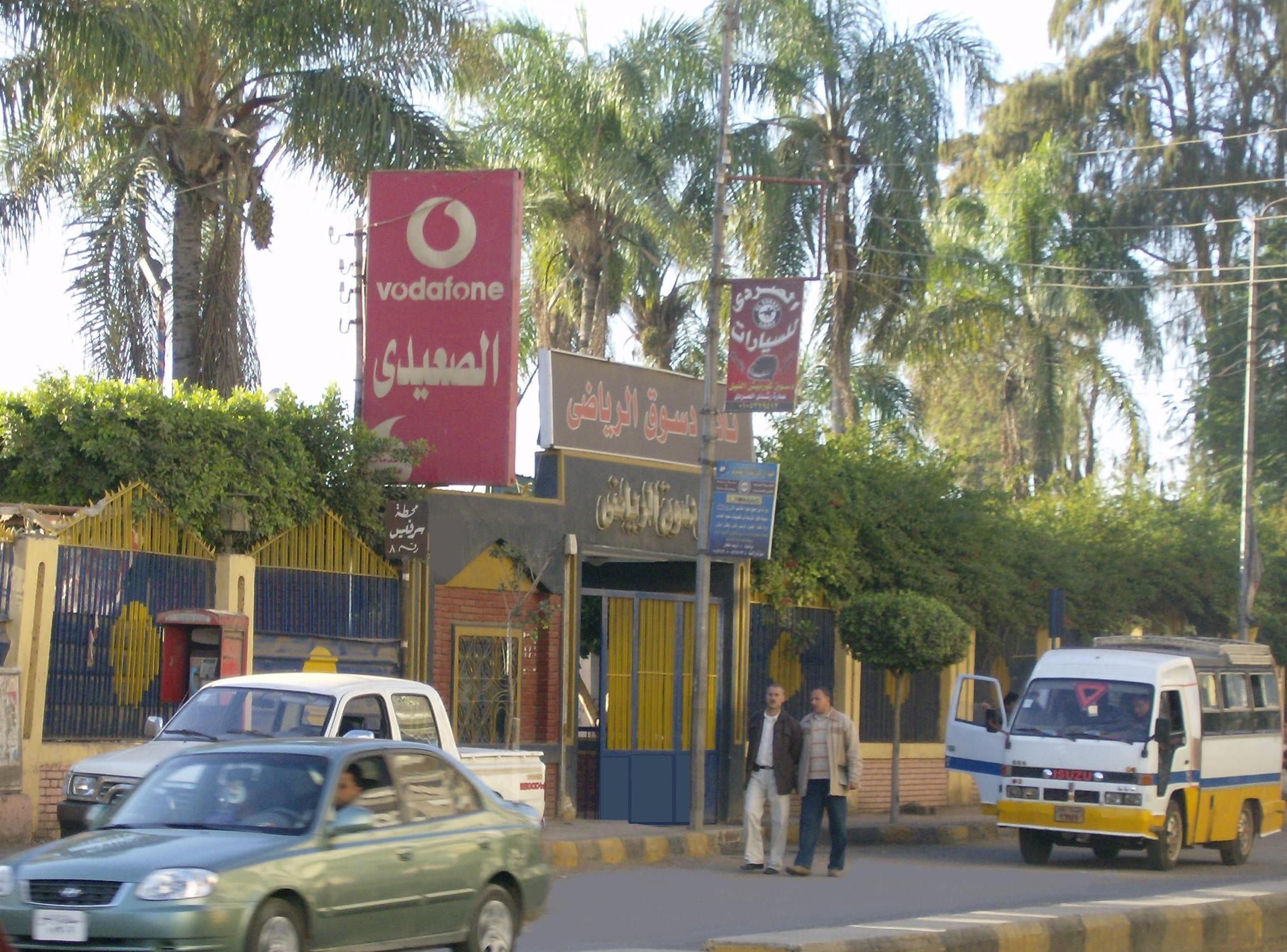
صورة لمقر النادي بمدينة دسوق.